# David Grindley
David Allan Grindley (né le 29 octobre 1972 à Wigan) est un athlète britannique spécialiste du 400 mètres. 

## Carrière

### Palmarès
| Date | Compétition                    | Lieu          | Résultat | Épreuve    | Performance   |
| ---- | ------------------------------ | ------------- | -------- | ---------- | ------------- |
| 1990 | Championnats du monde junior   | Plovdiv       | 2e       | 4 × 400 m  | 3 min 03 s 80 |
| 1991 | Championnats d'Europe junior   | Thessalonique | 1er      | 400 mètres | 45 s 41       |
| 1991 | Championnats d'Europe junior   | Thessalonique | 1er      | 4 × 400 m  | 3 min 07 s 22 |
| 1992 | Championnats d'Europe en salle | Gênes         | 3e       | 400 mètres | 46 s 60       |
| 1992 | Jeux olympiques d'été          | Barcelone     | 3e       | 4 × 400 m  | 2 min 59 s 73 |
| 1993 | Finale du Grand Prix IAAF      | Londres       | 1er      | 400 mètres | 44 s 81       |
| 1995 | Universiade d'été              | Fukuoka       | 3e       | 4 × 400 m  | 3 min 02 s 42 |

### Records
| Épreuve    | Performance | Lieu      | Date        |
| ---------- | ----------- | --------- | ----------- |
| 400 mètres | 44 s 47     | Barcelone | 3 août 1992 |